# Provincia di Tucumán

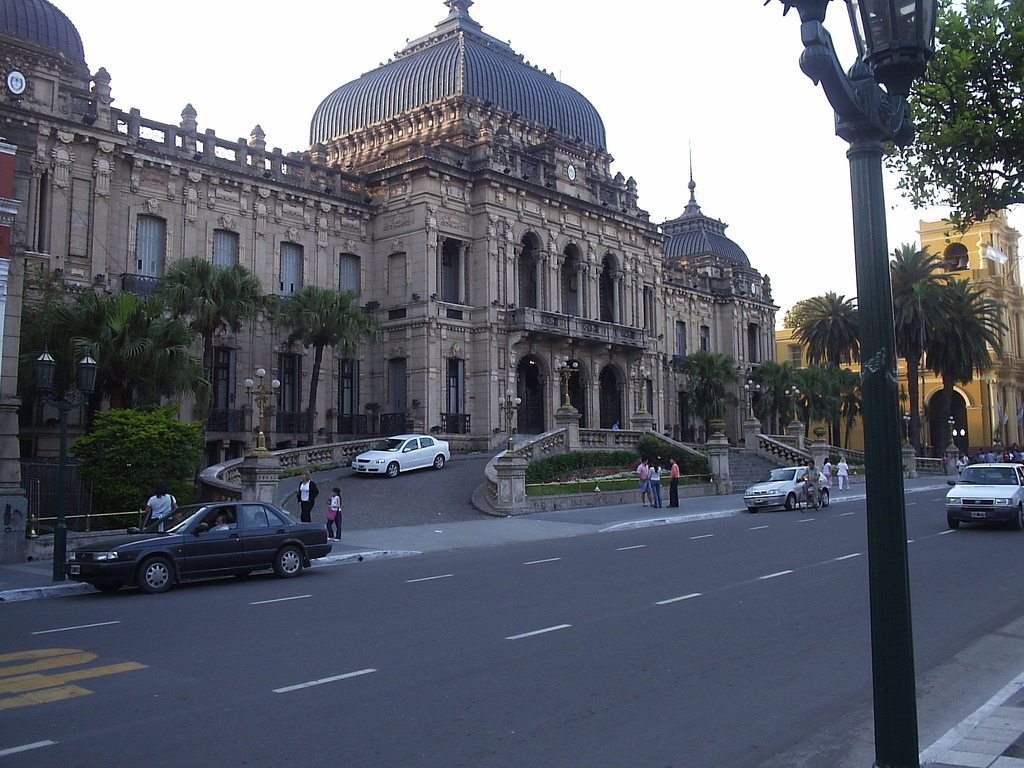
Casa di Goberno de Tucumán un esempio dell'architettura eclettica della fine del XIX secolo.

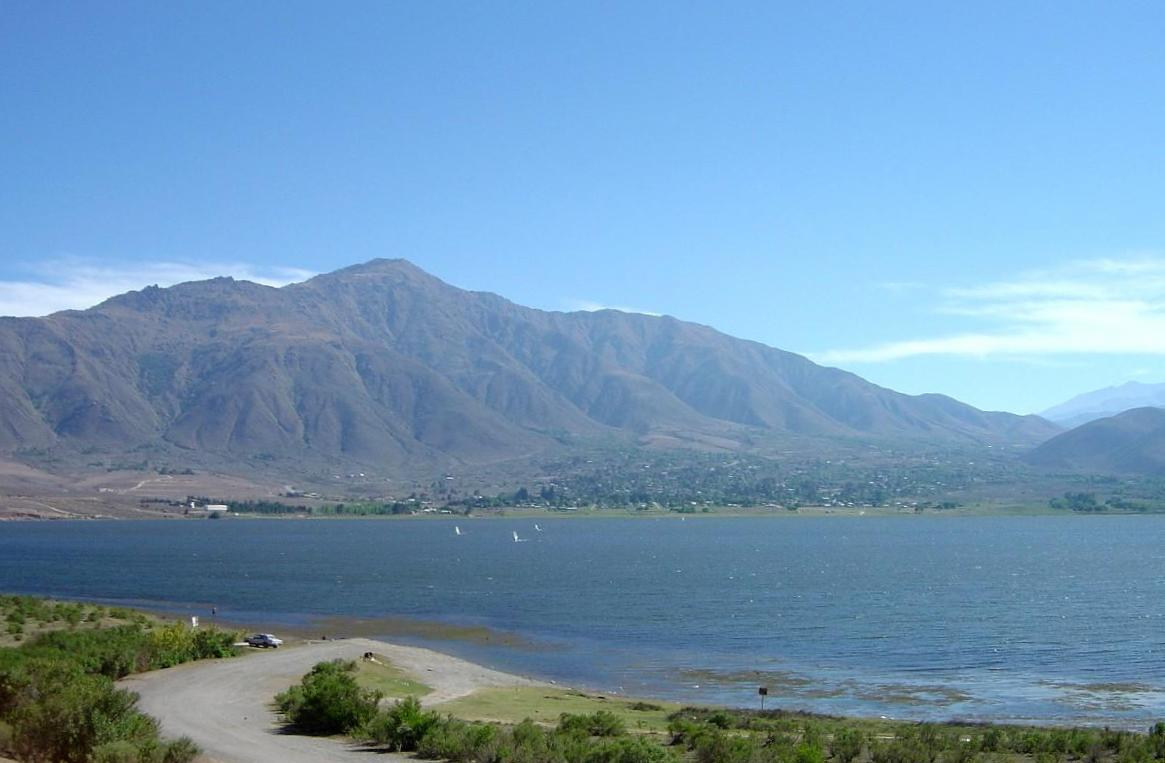
Il lago di La Angostura

Tucumán è una provincia dell'Argentina, è situata nel nordovest del Paese. La Capitale è San Miguel de Tucumán, spesso abbreviato in Tucumán. La provincia ha una popolazione di 1 448 188 abitanti (2010) e una superficie di 22524 km². Da nord in senso orario, confina con le province Salta, Santiago del Estero e Catamarca. È soprannominata El Jardín de la República (il giardino della Repubblica).

## Storia

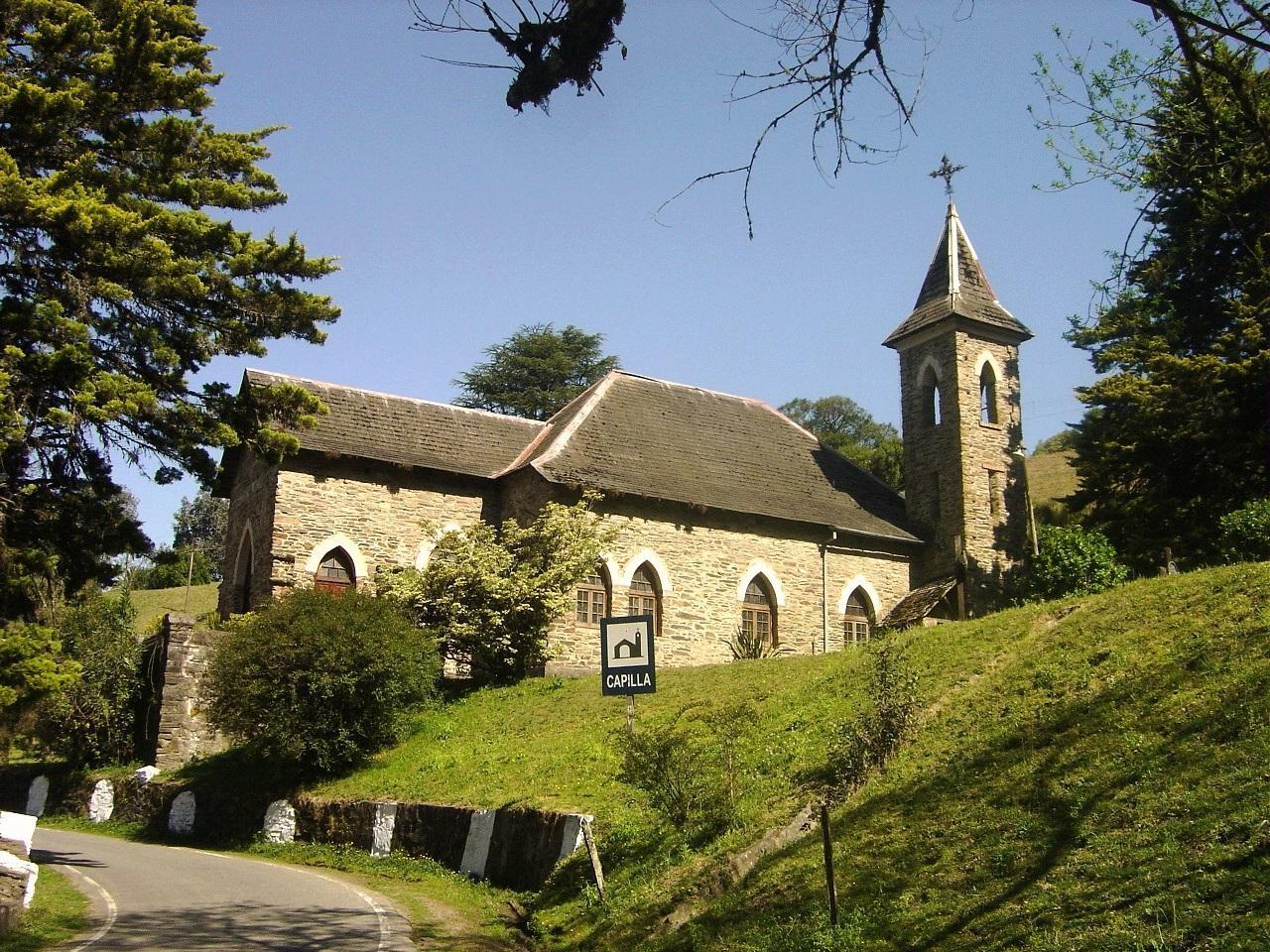
Antica cappella di Villa Nougués.

Prima della Colonizzazione spagnola delle Americhe la regione era abitata dai Diaghiti, popolazioni che praticavano l'agricoltura nell'estremo ovest, mentre nella maggior parte occidentale del territorio vivevano i Lules, che praticavano principalmente la caccia e la raccolta ed erano frequentemente in guerra contro i Diaghiti e dal XV secolo in infiammata guerra contro gli invasori provenienti dal Perù chiamati Quechua, che riuscirono respingere. I quechua chiamavano spregiativamente i lules col soprannome di surí dal quale gli spagnoli presero la denominazione Xurí e dopo Jurí. 
Nel 1533 l'esploratore Diego de Almagro esplorò l'Argentina nord-occidentale compresa Tucumán. Nel 1565 ci fu la fondazione di San Miguel de Tucumán da parte di Diego de Villaroel, con la conseguente creazione della "Provincia de Tucumán, Juríes y Diaguitas", il cui primo governatore fu Francisco de Aguirre. La città di San Miguel de Tucumán venne nuovamente fondata nel 1685 da Fernando Mate de Luna a causa della lontananza della strada commerciale che portava all'alto Perù, molto importante per la crescita economica della regione, e anche per i costanti allagamenti della zona; oltre a queste due cause anche perché si era diffusa la malattia infettiva conosciuta come dengue.
Tucumán fu un centro di passaggio per i convogli d'oro e d'argento diretti verso gli imbarchi del Vicereame del Perù, sviluppando importanti attività legate all'allevamento, al tessile e alla carpenteria al servizio dei convogli stessi lungo la via per Buenos Aires. A causa della sua posizione geografica e in qualità di capo civile e della Chiesa cattolica della regione la città acquistò un certo potere durante il XVIII secolo.
Dopo la creazione del Vicereame del Río de la Plata nel 1776 ci fu la graduale decadenza della via commerciale dal Perù verso Buenos Aires. Tucumán, con i suoi 20 000 abitanti all'epoca, soffrì molto le importazioni di prodotti britannici. Nel 1783 l'Intendenza di Tucumán venne divisa e la città di Tucumán finì sotto la giurisdizione del Salta del Tucumán con capitale a Salta.
Nel 1812 il generale patriota argentino Manuel Belgrano vinse gli spagnoli nella battaglia detta di Tucumán, decisiva per la indipendenza dell'Argentina, nel 1813 il generale argentino José de San Martín giunse nella regione dove installò la Scuola Militare. Nel 1814 l'Intendenza di Salta venne divisa nelle odierne province. Il 9 luglio 1816 al Congresso di Tucumán le Provincias Unidas del Río de la Plata dichiararono la loro indipendenza dalla Spagna, ma i conflitti interni ritardarono la fusione delle varie province nella República Argentina.
All'inizio del XX secolo, grazie all'arrivo della ferrovia, giunsero in gran numero immigranti spagnoli, italiani, francesi, libanesi per cui ci fu una forte ripresa economica della provincia e della sua produzione di canna da zucchero, tuttavia la crisi dell'economia dello zucchero del 1960 portò a un altro terribile periodo d'instabilità economica, essendo l'intero sistema economico della provincia legato alla produzione dello zucchero. Alla fine del XX secolo sono stati stabiliti nella città di Tucuman fabbriche di grandi camion od autocarri, locomotive (nelle officine meccaniche di Tafí Viejo), ricevitori radio, batterie, olio di limone e birra.
L'invasione silenziosa: a partire dalla fine del 1990 -e principalmente durante il periodo 2001 ad 2015 - alcune zone di Tucumán hanno dato asilo a immigrati poveri (a maggioranza aimara) provenienti dell'Altopiano boliviano, questi ora sostengono di essere "popoli originari" e usurpano terre, falsamente proclamandosi come Diaguitas (dieghiti) o gli indiani die' guita. Nel 2017 la Provincia di Tucumán è la principale produttrice mondiale di limoni, il cui olio viene esportato come gli altri prodotti industriali; anche questa provincia dell'Argentina gode di meritata fama turistica per i suoi paesaggi.

## Geografia fisica

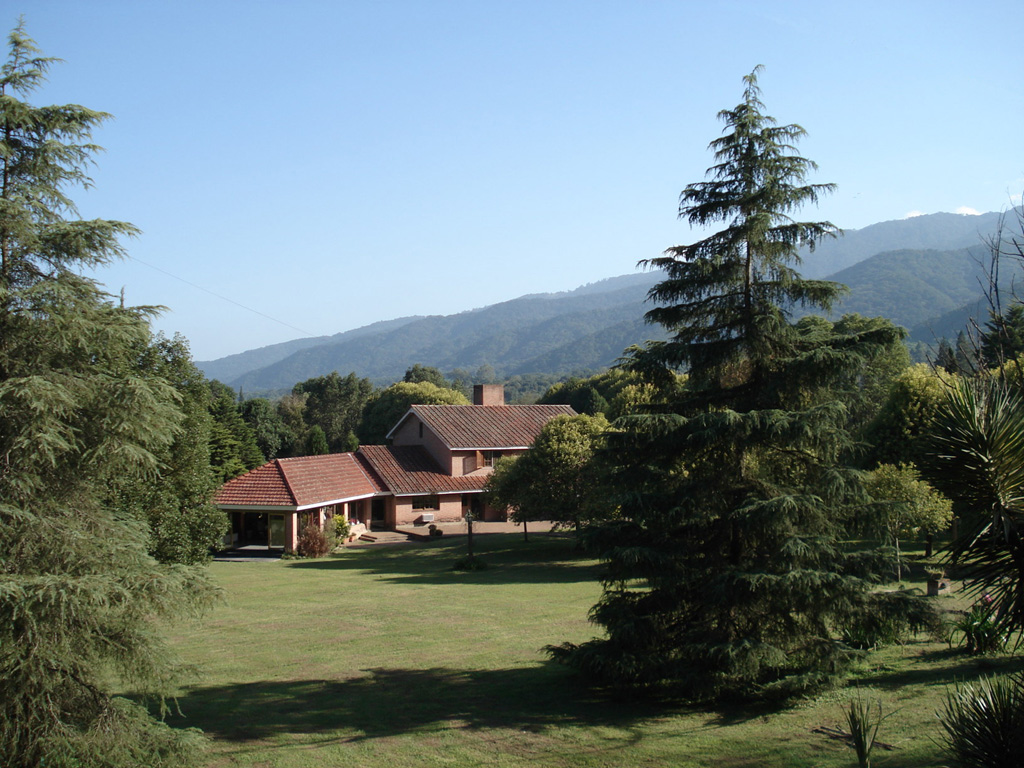
Yerba Buena, Tucumán.

A dispetto della sua relativamente media estensione territoriale, occorre distinguere due separate realtà geografiche della provincia. L'est, con le pianure del Gran Chaco, e l'ovest, che presenta un misto di sierra delle Pampa a sud, ed i canyon dell'Argentina nord-occidentale a nord, con l'alto picco del Cerro del Bolsón, con i suoi 5 500 metri.
Le calde temperature sub-tropicali pervadono l'intera regione, ma nelle regioni montane vi sono circa 1500 mm di precipitazioni (essendo in esse frequenti le nevicate invernali), in contrasto con i 600 mm delle pianure. Questo fenomeno si spiega con l'effetto delle montagne sui venti caldi provenienti dall'Oceano Atlantico, che producono la condensazione dell'aria umida e quindi della pioggia e nell'inverno meridionale, della neve.

## Amministrazione
La provincia è divisa in 17 dipartimenti:

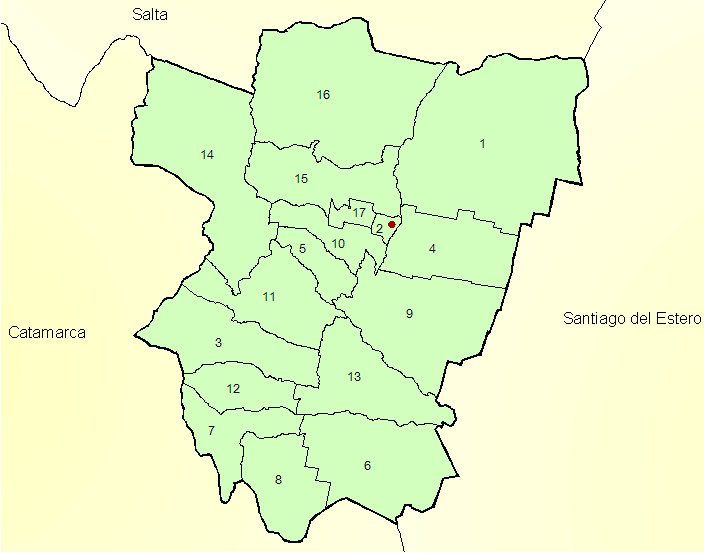
Cartina della provincia con i dipartimenti e la capitale.

1. Dipartimento di Burruyacú (Burruyacú)
2. Dipartimento di Capital (San Miguel de Tucumán)
3. Dipartimento di Chicligasta (Concepción)
4. Dipartimento di Cruz Alta (Banda del Río Salí)
5. Dipartimento di Famaillá (Famaillá)
6. Dipartimento di Graneros (Graneros)
7. Dipartimento di Juan Bautista Alberdi (Juan Bautista Alberdi)
8. Dipartimento di La Cocha (La Cocha)
9. Dipartimento di Leales (Bella Vista)
10. Dipartimento di Lules (Lules)
11. Dipartimento di Monteros (Monteros)
12. Dipartimento di Río Chico (Aguilares)
13. Dipartimento di Simoca (Simoca)
14. Dipartimento di Tafí del Valle (Tafí del Valle)
15. Dipartimento di Tafí Viejo (Tafí Viejo)
16. Dipartimento di Trancas (Trancas)
17. Dipartimento di Yerba Buena (Yerba Buena)

Ogni dipartimento è suddiviso in comuni (municipios) e centri rurali (comunas rurales). I comuni, a loro volta, a seconda del numero di abitanti, si distinguono in comuni di prima, seconda o terza categoria.